# São Valentim (distrito)
São Valentim é a atual denominação para o 2º distrito administrativo do município brasileiro de Santa Maria, no Rio Grande do Sul. Localiza-se na porção sudoeste do município. O distrito leva este nome porque nele está situado o bairro homônimo. A sede do distrito dista em 12 km do coração da cidade, a Praça Saldanha Marinho.
O distrito do São Valentim possui uma área de 133,38 km² que equivale a 7,44% do município de Santa Maria que é de 1791,65 km².

## História
O 2º distrito de Santa Maria foi criado na instalação oficial do município em 17 de maio de 1858 e estava sediado em Pau Fincado.
Mais tarde o distrito passou a ser sediado em Dilermando de Aguiar, para só então em 1997 mudar para São Valentim.